# Exynos

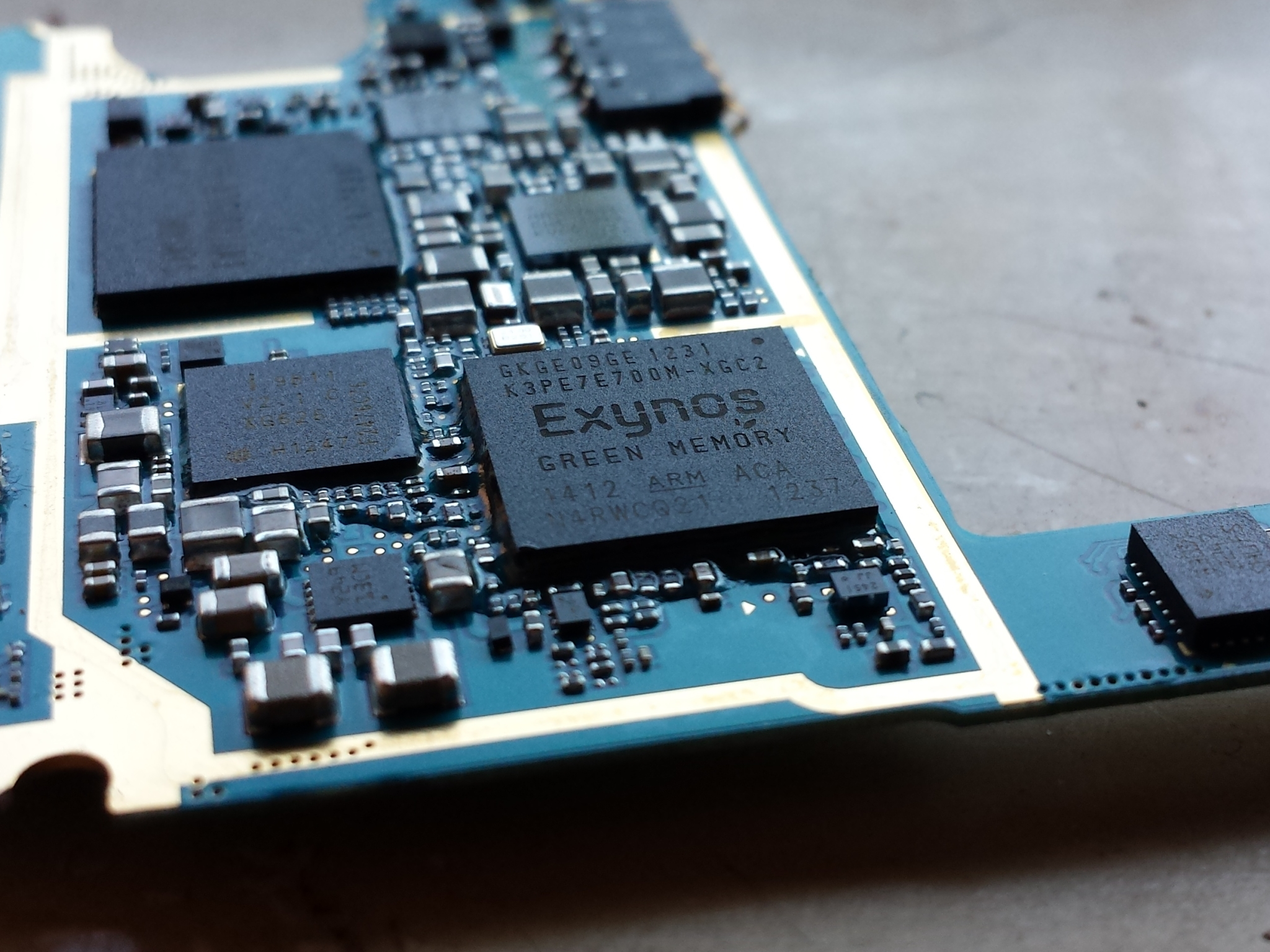
Um Exynos 4 Quad (4412) na placa de um Samsung Galaxy S III.

Logo do Samsung Exynos

O Exynos (estilizado como SΛMSUNG Exynos), é uma familia de system-on-a-chip com processadores baseados na arquitetura ARM para dispositivos móveis produzidos pela Samsung Electronics. O Exynos é uma continuação das linhas anteriores de SoCs da Samsung, como os S3C, S5L e S5P.
O primeiro processador da série Exynos foi o Exynos 3 Single 3110, anteriormente conhecido como Samsung Hummingbird (S5PC110/111). Ele foi anunciado em 27 de julho de 2009. Em 2011, a empresa revelou o Exynos 4 Dual 4210, que foi posteriormente utilizado no Samsung Galaxy S II. Desde então, a Samsung adotou o nome Exynos para todos os seus SoCs baseados em núcleos Arm Cortex.
Em 2017, a Samsung lançou seus próprios núcleos personalizados baseados na arquitetura Arm ISA. A nova série Exynos M estreou com o Exynos M1, apelidado de "Mongoose", que foi utilizado no Exynos 8 Octa 8890. O Exynos M foi implementado nos processadores topo de linha da série Exynos 9 até o Exynos 990. No entanto, em 2019, a Samsung não havia chegado em resultados satisfatórios e anunciou que deixaria de desenvolver núcleos personalizados para seus processadores, encerrando o projeto e demitindo 290 funcionários nos Estados Unidos. A empresa decidiu adotar os designs padrão da ARM em suas futuras CPUs, visando permanecer competitiva no mercado global.
Em 2019, Samsung e AMD firmaram uma parceria para trazer a tecnologia Radeon para seus chips móveis. Após anos de desenvolvimento, o primeiro processador com GPU baseada na arquitetura RDNA 2 foi o Exynos 2200, lançado em 2022 com a Xclipse 920. Em 2024, a Samsung expandiu essa tecnologia para chips intermediários, como o Exynos 1480 com Xclipse 530, e lançou o Exynos 2400 com GPU RDNA 3. Essa mudança marcou o fim do uso das GPUs Arm Mali nos processadores da empresa.
Em 2025, a Samsung deve lançar seus primeiros chips com litografia de 3 nanômetros e tecnologia GAA (Gate-All Around), o Exynos 2500, que permite maior eficiência energética e desempenho aprimorado.